# Gòrgopes
Gòrgopes (en llatí Gorgopas, en grec antic Γοργώπας) fou un militar espartà que va viure als segles V aC i IV aC. Era vice-almirall a les ordres successivament de Hierax i d'Antàlcides l'any 388 aC.
Quan Hierax va anar a [Rodes] per fer la guerra en aquesta zona, va deixar a Gòrgopes amb 12 vaixells a Egina, per combatre els atenencs que, sota el comandament de Pàmfil, tenien una fortalesa a l'illa. Pàmfil i els seus homes van ser finalment evacuats per un esquadró de vaixells atenencs enviats pel seu govern per rescatar-los.
Gòrgopes i els aliats eginetes van atacar llavors la costa àtica i es van enfrontar a Eunom d'Atenes. En aquest moment Antàlcides va substituir a Hierax en el comandament i Gòrgopes va rebre l'ordre d'escoltar a l'almirall espartà en el seu viatge a la cort persa, fins a Efes, des d'on va retornar a Egina.
En la tornada va xocar amb un esquadró de Eunom i es va apoderar de tres trirrems no lluny de la costa de Zoster a Àtica. Poc després Càbries va desembarcar a Egina en el seu camí cap a Xipre en ajut d'Evàgores I de Salamina, i quan Gòrgopes va arribar va caure en una emboscada dels atenencs i va morir en combat l'any 388 aC. En parlen Xenofont i Poliè.